# Carl von Gold
Carl Ritter von Gold (* 5. Juli 1808 in Triest; † 11. November 1859 in Klagenfurt) war ein österreichischer Verwaltungsjurist und Politiker.

## Leben
Von Gold war katholisch und studierte von 1825 bis 1828 Rechtswissenschaften an der Universität Graz. Er war bis 1844 Regierungsbeamter im Küstenland und von 1844 bis 1857 Kreiskommissär, zunächst in Villach, seit 1848 in Adelsberg. Ab 1857 war er Landrat bei der Landesregierung für Kärnten in Klagenfurt. Seit 1857 war er auch Mitglied der Grundlastenablösungsund -regulierungs-Landeskommission, der Landratskommission für die Personalangelegenheiten der Bezirksämter sowie Direktor des Versatzamtes in Klagenfurt. 1859 wurde er auch Vorstand der Steuer-Landeskommission für Kärnten in Klagenfurt.
Vom 18. Mai 1848 bis zum 21. Dezember 1848 vertrat er den Wahlkreis 2. Krain (Adelsberg) in der Frankfurter Nationalversammlung. Im Parlament blieb er fraktionslos und stimmte mit der Linken. Er gehörte der Kärntner Landwirtschaftsgesellschaft in Klagenfurt und dem Kärntner Geschichtsverein in Klagenfurt an.